# Massacres d'Abeïbara
Les massacres d'Abeïbara ont lieu en juin 2024, lors de la guerre du Mali. Ils sont commis par les Forces armées maliennes et le Groupe Wagner, qui tuent au moins 60 à 70 civils touaregs dans la région d'Abeïbara.

## Déroulement
En juin 2024, les Forces armées maliennes et le Groupe Wagner mènent une opération aux alentours de la ville d'Abeïbara, au nord de la région de Kidal. Leurs convois sortent des villes de Kidal et de Tessalit et s'établissent à Imaswaqassan, à quatre kilomètres d'Abeïbara. 
Quelques accrochages ont lieu avec les rebelles du Cadre stratégique permanent (CSP) et les djihadistes du Groupe de soutien à l'islam et aux musulmans (GSIM). Le 21 et le 22 juin, le GSIM fait notamment exploser neuf IED dans la zone d'Abeïbara.
Entre le 20 et le 29 juin, les soldats maliens et les mercenaires russes commettent plusieurs massacres dans un rayon d'environ 40 kilomètres autour d'Abeïbara. Les tueries ont lieu dans plusieurs localités — Aghli, Emadjlal, Hidjous, Akomas, Ouzen, et d'autres... — dans des campements et près des points d'eau, qui sont ensuite empoisonnés afin de tuer le bétail et priver les habitants de moyens de subsistance,. 

## Bilan humain
Le nombre des victimes n'est pas connu avec exactitude. Le Groupe de soutien à l'islam et aux musulmans évoque la mort de 15 civils. RFI rapporte qu'une soixantaine de corps ont été retrouvés et que toutes les victimes sont des civils, à l'exception d'un rebelle du CSP et de un à six djihadistes du GSIM, selon les versions. L'Observatoire citoyen de surveillance et de défense des droits de l'homme des populations de l'Azawad, une ONG également connue par le nom de Kal Akal, évoque également une soixantaine de victimes. Le journaliste Wassim Nasr fait quant à lui état de plus de 70 disparus d'après des acteurs locaux.
D'après RFI, certains corps sont « regroupés dans des fosses communes » et d'autres sont « éparpillés en brousse, isolés, ligotés ».
Les victimes sont essentiellement des Touaregs issus des différentes fractions : Ifoghas, Imghads et Daoussahaks. Certaines sont des déplacés internes qui avaient fui les violences de l'État islamique dans le Grand Sahara au cours des offensives de Ménaka.

## Vidéographie
- [vidéo] Mali, Burkina Faso et Niger : le Sahel face à une violence croissante, France 24, 4 juillet 2024.